# Атлетико Балеарес
«Атлетико Балеарес» (исп. Club Deportivo Atlético Baleares) — испанский футбольный клуб из города Пальма-де-Мальорка, в автономном сообществе Балеарские острова. Клуб основан в 1920 году, гостей принимает на арене «Балеар», вмещающей 18 000 зрителей.  В Примере команда никогда не выступала, лучшим результатом является 10-е место в Сегунде в сезонах 1951/52 и 1961/62.

## Сезоны по дивизионам
- Сегунда — 4 сезона
- Сегунда B — 11 сезонов
- Терсера — 53 сезона
- Региональная лига — 8 сезонов

## Достижения
- Сегунда B
  - Победитель: 2011/12
- Терсера
  - Победитель (11): 1950/51, 1955/56, 1960/61, 1964/65, 1967/68, 1997/98, 1999/2000, 2000/01, 2001/02, 2007/08, 2009/10